# Le Village des ombres
Pour plus de détails, voir Fiche technique et Distribution.
Le Village des ombres est un film français de Fouad Benhammou, sorti en salles le 17 novembre 2010.

## Synopsis
Un groupe d’amis prend la route pour passer le week-end dans le village de Ruiflec. Arrivés sur place, certains disparaissent mystérieusement.
Les autres, tout en essayant de retrouver leurs traces, vont tout faire pour rester en vie et échapper à l’emprise du Village des Ombres.

## Fiche technique
- Titre : Le Village des ombres
- Réalisation : Fouad Benhammou
- Scénario : Lionel Olenga, Pascal Jaubert et Fouad Benhammou
- Musique : Stéphane Legouvello
- Décors : Sébastien Inizan
- Photographie : Romain Lacourbas
- Production : Thomas Bruxelle et Laurent Bruneteau
- Société de production : Kobayashi prod, en association avec la SOFICA Cinémage 4
- Pays d'origine :  France
- Format : couleur - 35 mm - 2,35:1 - Dolby Digital
- Genre : horreur
- Durée : 103 minutes
- Dates de sortie : 
  - France : 17 novembre 2010
- Dates de sortie DVD :
  - France : 5 avril 2011

## Distribution
- Christa Theret : Emma
- Bárbara Goenaga : Lila
- Cyrille Thouvenin : David
- Ornella Boulé : Marion
- Jonathan Cohen : Mathias
- Djédjé Apali : Hugo
- Axel Kiener : Lucas
- Théo Fernandez : Bastien, le petit garçon
- Philippe Chauveau